# Лицо (фильм, 2009)
«Лицо» (фр. Visage) — фильм тайваньского кинорежиссёра Цай Минляна, вышедший на экраны в 2009 году. Фильм-участник конкурсной программы Каннского кинофестиваля 2009 года.

## Сюжет
Тайваньский режиссёр Кан приезжает во Францию с целью экранизировать легенду о Саломее на территории парижского Лувра. Во время съёмок Кан сталкивается с множеством трудностей, которые отходят для него на второй план после того, как он узнаёт о смерти своей матери.

## В ролях
- Фанни Ардан — продюсер / Иродиада
- Летиция Каста — супермодель / начинающая актриса / Саломея
- Жан-Пьер Лео — Антуан / Ирод
- Ли Кан-шен — Кан
- Лу И-цзин — мать Кана
- Матьё Амальрик — человек в кустарнике
- Жанна Моро — Жанна
- Натали Бай
- Франсуа Рембо́
- Оливье Мартино